# Айріш міст
Айріш міст — це коричневий віскі-лікер, вироблений у Дубліні, Ірландія, компанією Irish Mist Liqueur Company Ltd. У вересні 2010 року було оголошено, що бренд купує Gruppo Campari у Вільяма Гранта, лише через кілька місяців після того, як Грант купив його у групи C&C. Він виготовляється з витриманого ірландського віскі, меду з вересу і конюшини, ароматних трав та інших міцних напоїв, змішаних за старовинним рецептом, який, як стверджується, має вік 1000 років. Хоча колись це було 80 американських проб (40 % алкоголю на об'єм), Айріш міст зараз 35 % або 70 американських проб. Форма пляшки також була змінена із стилю «карафка» на більш традиційну форму пляшки для віскі. На даний момент воно доступне в понад 40 країнах.

## Історія
Айріш міст був першим лікером, який випускався в Ірландії, коли в 1947 році в Талламорі, графство Оффалі, розпочалося комерційне виробництво. Талламор — рідне місто сім'ї Вільямсів, які були першими власниками Айріш міст. Історія компанії сягає 1829 року, коли був заснований лікеро-горілчаний завод Талламор для виробництва ірландського віскі. У середині 40-х років Дезмонд Е. Вільямс розпочав пошук альтернативного, але супутнього продукту, врешті-решт вирішивши виготовити лікер на основі давнього напою, відомого як вересове вино.
У 1985 році група Кентрелл & Кокрейн придбала компанію Irish Mist Liqueur Company у сім'ї Вільямс. Улітку 2010 року Айріш міст і весь дух підрозділу C&C був придбаний шотландцем Вільямом Грантом. У вересні 2010 року вони, у свою чергу, продали Айріш міст Групі Кампарі.

## Рецепти
Айріш міст зазвичай подають прямо або з льодом, але він також подається з кавою, горілкою або журавлинним соком. На думку виробників, найпопулярнішим рецептом Айріш міст є Ірландський міст із колою та лаймом. Расті міст — це унція ірландського місту з Драмбуї шотландського віскі лікеру.
Блек нейл виготовляється з рівних частин Айріш міст та ірландського віскі.